# Trichosanthes quinquefolia
Trichosanthes quinquefolia är en gurkväxtart som beskrevs av Cheng Yih Wu. Trichosanthes quinquefolia ingår i släktet Trichosanthes och familjen gurkväxter. Inga underarter finns listade i Catalogue of Life.